# Eduardo Mac Entyre
Eduardo Mac Entyre (Barracas, Buenos Aires, 20 de febrero de 1929 − 5 de mayo de 2014) fue un pintor argentino conocido por su Op-art, en particular sus diseños geométricos, uno de los fundadores del movimiento Arte generativo, autodidacta, no estudió bellas artes y se abocó al diseño industrial y gráfico el cual favoreció el rigor técnico de su pintura.

## Biografía
Nació en Buenos Aires, de ascendencia escocesa y belga. En su adolescencia, su abuelo materno —un periodista belga que escribía para diarios porteños— y su madre ejercieron una poderosa influencia en la elección de su vocación pictórica, acercándole elementos de trabajo: pinturas, pinceles y papel. Mac Entyre comenzó a perseguir su talento realizando bocetos donde ensayó con el estudio de las normas de composición, como Alberto Durero, Hans Holbein y Rembrandt. Más tarde comenzó a explorar las influencias impresionistas y cubistas. 
En 1952 formó parte del Grupo Joven, estudió las raíces del Arte concreto, las teorías de Max Bill y Georges Vantongerloo y la escuela de la Bauhaus. Integró la Comisión de la Asociación Arte Nuevo, colaborando en la redacción y edición de la revista "A.N."
Su obra fue expuesta por primera vez en 1954 en la Galería de Arte Comte de Buenos Aires.
Mac Entyre experimentó con varios estilos artísticos antes de encontrar su lenguaje expresivo y pasó así por el impresionismo, el neoimpresionismo, el cubismo, la abstracción y la no figuración, hasta que en 1959 llegó al llamado “Arte Generativo”.
Empezó a llamar la atención de destacados mecenas como Ignacio Pirovano y del director del Museo de Arte Moderno de Buenos Aires, Rafael Squirru, tras una exposición realizada en el año 1959 en la famosa Galería de Arte Peuser. El trabajo de Mac Entyre pronto alcanzó la fama de otros artistas abstractos de la Ciudad de Buenos Aires, agrupándose en un género que ellos mismos describen como movimiento arte generativo junto con Miguel Ángel Vidal, un movimiento que luego se expandió por artistas informáticos de renombre mundial como Benoît Mandelbrot.
Esbozado hasta hace relativamente poco con la mano después de una serie de algoritmos aleatorios, el trabajo de Mac Entyre es una reminiscencia de los diseños de Leonardo Fibonacci del siglo XIII, aunque en el caso de Mac Entyre sus obras obedecen una causa más compleja, su aleatoriedad, ya que cada trabajo constituye una pauta que no se repite nunca de la misma manera en dos dibujos.
En 1959 Eduardo Mac Entyre funda con Miguel Ángel Vidal e Ignacio Pirovano el grupo de "Arte Generativo". Redactan el manifiesto y fijan las bases a seguir por el movimiento. En 1960 se llevó a cabo la exposición "Arte Generativo" en la Galería Peuser en Buenos Aires, Argentina con el auspicio del Museo de Arte Moderno donde presentaron el manifiesto fundacional del Arte Generativo. El  prólogo de presentación estuvo a cargo del Director del museo, el Dr. Rafael Squirru. También la Agrupación EUPHONIA, música argentina contemporánea, se hizo presente con un concierto en adhesión al manifiesto y se realizaron conferencias ilustrativas durante el transcurso de la exposición cuyo catálogo contiene el "Manifiesto" en el que se definen las intenciones del "Arte Generativo".   
Eduardo Mac Entyre perteneció a una nueva generación de artistas que irrumpió con renovado impulso frente a las anteriores investigaciones en el comienzo de una década de cambio de paradigmas. Este movimiento creado en la Argentina influyó en generaciones posteriores, tanto en Argentina como en el resto del mundo.
En 1969 Mac Entyre experimentó con efectos vibratorios en los dibujos realizados con el software desarrollado por la fábrica de computadoras IBM. Junto a un grupo de artistas invitado por Jorge Glusberg, director del Centro de Arte y Comunicación CAyC, trabajó con la asistencia de programadores, ingenieros y analistas de sistemas. Las obras resultantes se exhibieron en «Arte y cibernética», y  actualmente, un ejemplar de una de sus dos impresiones pertenece al Victoria and Albert Museum de Londres
Rafael Squirru, crítico de arte dice sobre su obra “…lo notable del arte de Mac Entyre es precisamente como, partiendo de imágenes geométricas puras, puede llegar a generar esa comunicación sensible y poética”. Su geometría va más allá de un simple juego sensorial; sus círculos y curvas devienen símbolos espirituales que alcanzan repercusión universal.  
Mac Entyre desarrolló sus planteos ópticos a partir de la curva y el uso del compás, formando líneas que no solo engendran formas sino luz. Artista pop de prolífica e innovadora producción, Mac Entyre también creó producciones de cariz más tradicionales, vinculadas al cubismo, arte africano y al arte figurativo. 
Participó en el instituto Di Tella bajo la recomendación de Franz van Riel y Jorge Romero Brest; en 1982 recibió el Premio Konex -
Diploma al Mérito - Pintura Geométrica, como uno de los artistas de pintura geométrica más importantes de la historia argentina. También fue distinguido por la Organización de Estados Americanos y el Museo de Arte Contemporáneo de América Latina por su contribución al desarrollo del arte moderno en las Américas. Seleccionado por la UNESCO como uno de los artistas más representativos de la Argentina y galardonado por su obra “Cristo, la luz”  por la Fundación Maria Calderón de la Barca, y donada esta pintura a La Pontificia Academia de las Ciencias, Ciudad del Vaticano, Italia.

## Manifiesto Arte Generativo (1959-1960)
“ARTE GENERATIVO”
Aclaración de términos: GENERATIVO – Dícese de lo que tiene virtud de engendrar
ENGENDRAR – Procrear, propagar la propia especie, causar, ocasionar, formar.
GENERADOR – Dícese de la línea o de la figura que por su movimiento engendran respectivamente una figura o un cuerpo geométrico.
“No se trata de un planteo teórico, sino de una aclaración de conceptos”
Es indudable que partimos de las enseñanzas del arte formal, especialmente del arte llamado concreto. Pero, no somos concretos.
Para quienes creían terminado el camino del arte formal, del arte pensado, del más espiritual y más abstracto –(pues éste se sostenía y se basaba en desarrollos matemáticos y geométricos de gran exactitud derivando en una mayor abstracción)- concebido por el espíritu y la mente humana; para quienes creían que el haber llegado a colocarse un punto o una recta en un plano limitado por sus lados y cuyas composiciones se evadían de esos límites para vivir en el espacio universal. Para quienes creían que habíase llegado al sumun de los planteos plásticos más ortodoxos; para quienes creían que habíase llegado a ese final “insensible y frío” –(pues esto es lo que se le atribuyó a todo el arte concreto, equivocadamente por cierto, por aquellos que carecieron de una cierta educación estética que los llevara a un mejor ajuste de la sensibilidad para encontrar belleza en tan grandes y perfectas soluciones mentales-artísticas)- les decimos que nosotros hemos partido de ese pequeño punto y de esa recta y le hemos dado el movimiento, hemos GENERADO el movimiento.
De ese punto, que es un círculo al fin, de esa recta, de esos elementos que en sí mismos ya GENERAN su propio movimiento, los hemos hecho desplazarse, vibrar, girar, los hemos identificado más aún con el presente y el futuro.
Hemos hecho mover estos signos no sólo dentro del plano básico en un sentido direccional de izquierda a derecha o viceversa, sino que les hemos dado vida proyectiva, pues ellos producen la sensación de penetrar y de salir, ellos rompen el plano básico nuevamente, no se quedan adheridos a una superficie plana solamente. Ellos crecen y se disminuyen, se GENERAN progresivamente, ellos giran y vibran, giran en su propia forma y vibran al encontrarse entre sí. Ellos producen el contraste y el clarobscuro. Ellos adoptan un nuevo tipo de vida, ellos cobran una nueva identidad en el espacio.
Por eso adoptamos el término “Arte Generativo” que propone Ignacio Pirovano.
Coincidimos con su planteo. Es la expresión exacta que encuadra las motivaciones de nuestros actuales trabajos.
La pintura generativa, ENGENDRA una serie de secuencias ópticas a través de un desarrollo generado por una forma, por ejemplo: un círculo, un cuadrado, una escala, etc., adoptando éstos una serie de desplazamientos en sentidos contrarios o consecutivos siguen un perfecto desarrollo generativo complementados a su vez en una única forma total y otras muchas formas interiores discriminativas.
También es indudable que este tipo de pintura se identifica con términos más tecnológicos creados por la época en que nos toca vivir y que es absurdo escapar, dentro del mismo tecnicismo debemos engendrar la belleza lo que es más importante que evadirse, pues estas obras producen también FUERZA y ENERGIA.
FUERZA, porque en realidad la hacen al querer producir la sensación de despegarse y de querer penetrar en el plano básico y ENERGIA porque con sus desplazamientos y vibraciones la producen.
También estamos con PIROVANO en que el término no debe ser otro término limitativo sino que incluye todas las futuras y legítimas investigaciones que lleven a “engendrar belleza nueva”, allí donde el feliz mortal con capacidad creadora la descubra.
EDUARDO A. MAC-ENTYRE – MIGUEL ANGEL VIDAL

## Exposiciones
- 1954 «Cinco artistas nuevos», Galería Comte, Buenos Aires.
- 1956  «2o Salón de Arte Nuevo», Galería Van Riel, Buenos Aires.
- 1957  «3o Salón Anual de Arte Nuevo», Galería Van Riel, Buenos Aires.
- 1958  E. Mac Entyre, M. A. Vidal y Berta Guido, Galería Moretti. Montevideo.

- 1958 «4o Salón Anual de Arte Nuevo», Galería Van Riel, Buenos Aires.

- 1958 Galería Rubbers, Buenos Aires.

- 1958 «1ra Exposición Bienal Interamericana de Pintura y Grabado de México», Instituto Nacional de Bellas Artes, México D.F.
- 1958 «Exhibición de obras del acervo, Museo de Arte Moderno, Río de Janeiro, Brasil.
- 1958 «Nuevas generaciones en la pintura argentina», Galería Peuser y Witcomb, Buenos Aires.
- 1959 «5o Exposición Anual de Arte Nuevo», Galería Van Riel. Buenos Aires.
- 1960 Galería Rubbers, Buenos Aires.
- 1960 - Primera Exposición de Arte Generativo", Museo de Arte Moderno, Galería Peuser.
- 1961 Premio Werthein de Pintura, Galería Van Riel, Buenos Aires.
- 1961 «Modern Argentine Painting and Sculpture» (Exposición Itinerante), Modern Art Museum de Edinburgh, 3/6-2/ 7; Aberdeen Museum, 8/7-29/7; University  of Cambridge, 5/8-26/8; I.C.A., Londres, Gran Bretaña; Norrkoping, Lund, Gotemburgo, Halmstad y Estocolmo, Suecia.
- 1961 «VI Bienal de San Pablo», Sección Pintura, Museu de Arte Moderna, San Pablo.
- 1961 Premio Fabril Textil Argentina, Galería Rubbers, Buenos Aires.
- 1961  Premio de Honor Ver y Estimar, Asociación Ver y Estimar, Buenos Aires.
- 1962 - Arte Generativo Museo de Arte Moderno, Río de Janeiro.
- 1962  «Forma y espacio. Primera muestra internacional», Universidad Nacional de Chile, Santiago de Chile.
- 1963 «Pintura Argentina», Museo de Arte Contemporáneo. Santiago, Chile, y Escuela de Bellas Artes de Lima, Perú.
- 1963 «Exposición de pintura argentina», Museo de Bellas Artes, Caracas, Venezuela.
- 1963 «Del arte concreto a la nueva tendencia 1944-1963», Museo de Arte Moderno de Buenos Aires.
- 1963  «Ocho artistas constructivos, Brizzi, Espinosa, Lozza, Mac Entyre, Martorell, Sabelli, Silva, Vidal», Museo Nacional de Bellas Artes, Buenos Aires.
- 1963 «Del arte concreto a la nueva tendencia 1944-1963», Museo de Arte Moderno de Buenos Aires.
- 1964 «Arte Nuevo de la Argentina/New Art of Argentina»(exposición itinerante), Centro de Artes Visuales, Fundación Di Tella, 18/2-08/3; Archer M. Huntington Art Museum, University of Texas, Austin, 7/2-14/3; The Akron Art Institute, 25/10-29/11; Walker Art Center, Minneapolis, 9/11-11/10; Atlanta Art Association 13/12/1964-17/1/1965.
- 1964 «Brizzi, Mac Entyre, Silva, Vidal. Pinturas», Galería Bonino, Buenos Aires.
- 1964 «2° Bienal americana de arte, Industrias Kaiser Argentina», Córdoba.
- 1964 «Pintura argentina», El Círculo, Rosario.
- 1964 «Máximo 40 × 50», Galería Bonino, Buenos Aires.
- 1964 «20 Artistas Sudamericanos», México.
- 1964 Oakland, California.
- 1964 Portland, Oregon.
- 1964  American Federation for the Arts, New York.
- 1965  «Jóvenes artistas argentinos», Instituto de Arte Contemporáneo, Lima, Galería Bonino, Buenos Aires.
- 1965 Premio nacional e internacional Instituto Torcuato Di Tella, Instituto Torcuato Di Tella, Buenos Aires.
- 1965 «VIII Bienal de San Pablo, Fundación Bienal de San Pablo.
- 1965 Fue seleccionado por la Inter-American Foundation for the Arts para una Exposición en Institutos y Museos de los Estados Unidos.
- 1965  «Máximo 40 × 50», Galería Bonino, Buenos Aires.
- 1966  «Art of Latin America Since Independence» (Exposición itinerante), The Yale University Art General, Washington; New Haven; University of Texas Austin; La Jolla ; Nueva Orleans; San Francisco.
- 1966 Premio Galerías del obelisco, Dédalo Galería de Arte, Buenos Aires.
- 1966 «Comparaciones. Carreño, Dávila, Dellepiane, Eichler, Guzmán Loza, Leiva, Lublin, Mac Entyre, Seguí, Seoane, Vidal, pinturas», Galería La Ruche, Buenos Aires.
- 1966 «Plástica con plásticos, Primer salón de la Cámara Argentina de Industria Plástica», Museo Nacional de Bellas Artes, Buenos Aires.
- 1966 «Tercera Bienal Americana de Arte», Córdoba, octubre.
- 1966 «Latin American Exhibition», Pan American Union,Washington.
- 1966 Museo de Bellas Artes de Caracas.
- 1966 Museo Solomon R. Guggenheim, Nueva York. 1967 «Eduardo Mac Entyre of Argentina, Pan American Union, Washington».
- 1967 «Más allá de la geometría: extensión del lenguaje artístico-visual en nuestros días», Centro de Artes Visuales del Instituto Torcuato Di Tella, Buenos Aires.
- 1967 «Collages», Galería Bonino, Buenos Aires.
- 1967 «El arte en el espejo», Galería Galatea, Buenos Aires.
- 1967 «Pittsburgh International Exhibition of Contemporary Painting and Sculpture» (exposición Itinerante), Carnegie Museum of Art, Pittsburgh, 27/10/1967- 7/1/1968.
- 1967 «The Emergent Decade. Latin American painters and painting in the 1960›s», The Solomon R. Guggenheim Museum, Nueva York y Universidad de Cornell, Ithaca.
- 1967 «Dibujos de artistas argentinos», Perla Figari Galería Arte, Buenos Aires.
- 1967 «xviii Concurso del Premio Fondo Nacional de las Artes Dr. Augusto Palanza», Academia Nacional de las Artes, Buenos Aires.
- 1968 «El matrimonio Arnolfini y quince pintores argentinos», Galería Galatea, Buenos Aires.
- 1968 «De Cézanne a Miró», Museo Nacional de Bellas Artes, Buenos Aires; Museo de Arte Contemporáneo de la Universidad de Chile, Santiago; Museo de Bellas Artes, Caracas Venezuela.
- 1968 Premio Codex de Pintura Latinoamericana, Museo Nacional de Bellas Artes, Buenos Aires.
- 1968 Premio Fundación Lorenzutti, Fundación Lorenzutti, Buenos Aires.
- 1968 Exposiciones en el O.A.S. Pavilion, San Antonio.
- 1968 «Made of Plastic», Flint Institute of Arts, Michigan.
- 1968 Museo de Arte, East Tennessee State University.
- 1968 «The third Kent Invitational Exhibitions of Contemporary Art», Kent State University.
- 1968 Colección Paul Grinstein, Museo de Arte, Lima.
- 1968 Colección Guggenheim, Center for Inter-American Relations, New York.
- 1968 «Mac Entyre», Fundación para las Artes, Lima.
- 1968 J. Walter Thompson Argentina, Buenos Aires.
- 1968  «Four New Argentinian Artists, Brizzi, Mac Entyre, Polesello, Vidal», Galería Bonino, New York.
- 1968 «Beyond Geometry: An Extension of Visual-Artistic Language in Our Time», Art Gallery. Center for Inter American Relations, Nueva York.
- 1968 «Brizzi, Mac Entyre, Ocampo, Vidal», Perla Figari Galería de Arte, Buenos Aires.
- 1969 - Raid the icebox 1 with Andy Warhol , The Institute for The Arts, Rice University, Houston.

- 1970 - Raid the icebox 1 with Andy Warhol, Isaac Delgado Museo of art New Orleans.
- 1970 - Raid the icebox 1 with Andy Warhol. Escuela de Diseño de Rhode Island (RISD, Rhode Island School of Design).
- 1970 - Galería Bonino, Paintings, Nueva York.
- 1970 - Galería Bonino, Buenos Aires, Argentina.
- 1973 - Projection et Dynamisme, Musée d Art Moderne de la Ville de París, Francia.
- 1984 - 61.er Salón Provincial, Museo de Bellas Artes “Rosa Galisceo de Rodríguez”, Santa Fe, Argentina (Invitado de Honor).
- 1986 - Centre Nacional des Arts, Ottawa, Canadá.
- 1986 - Museum of Modern Art of Latin America, Washington D. C., Estados Unidos.
- 2000 - Galería Arroyo, Buenos Aires, Argentina.
- 2000 - Centro Cultural Recoleta, Buenos Aires, Argentina.
- 2001 - Arte Africano, Centro Cultural Borges, Buenos Aires, Argentina.
- 2001:  Quinta presidencial de Olivos , Cristian Mac Entyre y Eduardo Mac Entyre. Provincia de Buenos Aires, Argentina.
- 2002 - Arte Africano, Galería Arroyo, Buenos Aires, Argentina.
- 2007 - Optic Nerve. Perceptual art of the 1960s Contemporary Art at the Columbus Museum of Art, Ohio.
- 2008  - Inspiraciones Africanas. Entre la modernidad y la herencia ancestral», Centro Cultural Borges, Buenos Aires.
- 2008 - Eduardo Mac Entyre. Obras inéditas años 50 y abstracción geométrica argentina 1958-2007», Ángel Guido Art Project, Buenos Aires.
- 2008  «arte 60», Ángel Guido Art Project, Buenos Aires.
- 2009  «Percepciones Africanas. Eduardo Mac Entyre», Museo de Bellas Artes de Salta.
- 2011  «Mac Entyre. Una leyenda viva», Zurbarán, Buenos Aires.
- 2010 - Galería Arroyo. La continuidad de la línea. Cristian Mac Entyre y Eduardo Mac Entyre.
- 2010 - Museo de Arte Contemporáneo Latinoamericano de la ciudad de La Plata, La continuidad de la línea. Cristian Mac Entyre y Eduardo Mac Entyre.
- 2011: The Art Gallery Feria de arte Expotrastiendas, Eduardo Mac Entyre, Cristian Mac Entyre y Miguel Ángel Vidal. Ciudad de Buenos Aires, Argentina.
- 2012 - Jóvenes y modernos de los años 50. Desde la abstracción de los 50. Rupturas y continuidades», Museo de Arte Moderno de Buenos Aires
- 2016 - The illusive Eye, Museo del barrio, Nueva York, Estados Unidos.

## Premios
Algunos de sus premios son los siguientes:
1961 - Primer Premio de Afiches organizado por la UNESCO. 
1965 - Premio Nacional de pintura en el Centro de Artes Visuales de la Fundación Di Tella.
1972 - Primer Premio en la Segunda Bienal de Grabado Latino Americano, Puerto Rico.1968 - Primer Primo de Pintura latinoamericana Otorgado por la fundación Codex.
1968 - Primer Premio Decoralia. 
1981 - Segundo Premio y reproducción de la obra en un sello postal. Espamer 81, Primer “Salón Plástico Filatélico”, Encotel Argentina.
1982 - Premio Fundación Konex a las artes visuales.
1982 - La Unesco lo selecconió como uno de los artistas más representativos en el arte Argentino de las últimas dos décadas. 
1986 - Distinguido por la Organización de los Estados Americanos y el Museum of Latin American Contemporary Art, por su “contribución al desarrollo del Arte Moderno de las Américas”, Washington D. C.,USA.
- 1987 - Primer Premio en la Exposición del 50.º Aniversario de Museo J. B. Castagnino, Rosario, Argentina.
- 1988 - Galardonado con el “Laurel de Plata” como Personalidad Distinguida del Año, por el Rotary Club, Argentina.
- 1992 - Primer Premio de Honor, Primera Bienal de Pintura “Espíritu de Grecia”, Fundación Praxis, Salas Nacionales de Exposición, Argentina.

1996 - Primer Premio de la Fundación María Calderón de la Barca, Argentina.
2000 - Galardonado por su obra “Cristo, la luz” por la Fundación Maria Calderón de la Barca, y donada esta pintura a La Pontificia Academia de las Ciencias, Ciudad del Vaticano, Italia

## Colecciones
Sus obras forman parte de bastantes colecciones, entre ellas:Museo de Arte Moderno de Nueva York, Estados Unidos.
Museum of Latin American Contremporary Art, Permanent Collection, Washington D. C., Estados Unidos.
Museo Solomon R. Guggenheim, Nueva York, Estados Unidos.
Museo Municipal de Bellas Artes Juan B. Castagnino, Rosario, Argentina.
Museo de Arte de Filadelfia, Estados Unidos.
Academia Pontificia de Ciencias Sociales, Vaticano.
Museum of Latin American Contemporary Art, Permanent Collection, Washington, U.S.A.
Kennedy Center, Washington, U.S.A.
Victoria and Albert Museum, Londres UK
Escuela de Diseño de Rhode Island (RISD, Rhode Island School of Design)..
The Neuberger Museum of art, U.S.A New York
MOLAA, Museum of Latin American Art in Long Beach, California
Museo Nacional de Bellas Artes, Buenos Aires, Argentina.
Museo de Arte Moderno, Río de Janeiro, Brasil.
Malba, Museo de Arte Latinoamericano de Buenos Aires, Argentina.
Museo Amalia Lacroze de Fortabat, Argentina.
CARI – Centro Argentino Relaciones Internacionales, Argentina.
BID – Banco Interamericano de Desarrollo, Washington, U.S.A.
MBAS Museo de Bellas Artes de Salta Argentina.
MACBA  Museo de Arte Contemporáneo de Buenos Aires Argentina.
Museo Casa Arias Rengel, Salta, Argentina. Colección Arte Africano
MAC  Museo de Arte Contemporáneo, Universidad Nacional del Litoral, Santa Fe, Argentina.Museo Municipal de Arte Moderno, Buenos  Aires, Argentina.